# Сан Паоло
Сан Паоло (итал. San Paolo) је насеље у Италији у округу Бреша, региону Ломбардија.
Према процени из 2011. у насељу је живело 3593 становника. Насеље се налази на надморској висини од 74 м.

## Становништво
Према резултатима пописа становништва 2011. у општини је живело 4.504 становника.
| 1936. | 1951. | 1961. | 1971. | 1981. | 1991. | 2001. | 2011. |
| ----- | ----- | ----- | ----- | ----- | ----- | ----- | ----- |
| 3.717 | 4.102 | 3.215 | 2.881 | 3.223 | 3.440 | 3.884 | 4.504 |